# "BUZZ!!" THE MOVIE
『"BUZZ!!" THE MOVIE』（バズ・ザ・ムービー）は、日本の音楽ユニット・B'zが1996年1月1日にリリースした4作目の映像作品（VHS・LDとしては4作目、DVDとしては2作目）。なお、LDは需要低迷によりこの作品限りで発売中止となった。
DVDはシングル『ultra soul』発売時に他の3作品と共に同時リリースされた。

## 概要
初のスタジアムツアーとなった『B'z LIVE-GYM Pleasure '95 "BUZZ!!"』から、ファイナルとなった千葉マリンスタジアムの模様を中心に収録。なお、初めてとなるスタジアムでのライブは去年のツアー中から来年の夏に行いたいと考えていたという。
このライヴで未発表曲として初披露された「LOVE PHANTOM」での演出は大きな話題となった。今回からドラマーは初の外国人としてデニー・フォンハイザーが参加している。
演奏曲には「RUN」、「Easy Come, Easy Go!」(合間に一瞬だけドキュメンタリー風の映像として挿入されている)、「TONIGHT (Is The Night)」(アコースティックバージョン)、松本ソロの「INTO THE ARENA」(カバー曲)もあったが、本作には未収録となった。
ライブ映像作品としては異例の約30万本を売上げ、VHSとしてリリースされたライブ映像作品では歴代1位の記録である。

## 演奏

### メンバー
- 松本孝弘：ギター・プロデュース
- 稲葉浩志：ボーカル

### サポートメンバー
- 明石昌夫：ベース
- 増田隆宣：キーボード
- デニー・フォンハイザー：ドラム

## 収録映像曲
1. BLOWIN'
  - オープニングナンバー。稲葉が被っているテンガロンハットは、勝新太郎からプレゼントされたもの[3]。
2. Pleasure'95 〜人生の快楽〜
  - 歌詞の内容が一部変更されている。この後にリハーサルシーンが挿入される。
3. OH! GIRL
  - この後に松本のソロ曲である「Don't ask me baby」が一部収録されている。
  - 「OH! GIRL -Mixture style-」のPVとして使用されている。
4. love me, I love you
  - 実際のライブでは、アンコールの2曲目に演奏している[3]。冒頭にシングルのPV撮影のメイキングが収録されている。
5. TIME
  - 2コーラス目からの映像。同曲のPVとして使用されている。
6. 太陽のKomachi Angel
  - ラテン調のアコースティックバージョン。
7. 恋心(KOI-GOKORO)
  - 本作で振り付けが初映像化された。 "BUZZ!!"ツアー各会場のライブ映像が使用されている。
8. もう一度キスしたかった
  - DVDのみ収録。実際のライブでは4曲目に披露[3]。ラストで松本が「恋はみずいろ」を奏でるが、元々はアドリブで演奏したものだったが好評だったため、その後のライブでも同曲の最後にこのフレーズを奏でることが定着する。
9. Don't Leave Me
  - CD音源にはない稲葉の連続シャウトを披露。1コーラス目では松本が煙草をくわえながら演奏している。
10. LOVE PHANTOM
  - 演奏当時未発表曲。
  - 2025年1月からB'zの公式YouTubeチャンネルで公開されている[4][5]。
11. ねがい
  - アルバム『LOOSE』収録の「ねがい ("BUZZ!!" STYLE)」のアレンジで演奏された。
12. BAD COMMUNICATION
  - 2コーラス目からのショートバージョン。原曲よりキーを上げて演奏しており、ラストは稲葉のシャウトから次曲に繋がる。
13. JAP THE RIPPER
  - Pleasure '93のツアータイトル。
14. ZERO
  - 本編ラストナンバー。
15. ALONE
  - アンコール1曲目[3]。稲葉が、ピアノの弾き語りを披露。元々ピアノは弾けなかったが、1993年頃から遊びで弾き始めるようになったという[6]。1コーラス目では松本が煙草をくわえながら演奏している。
16. 裸足の女神
  - DVDのみ収録。アンコールラストナンバーでVHSではエンディング部分のみの収録だったが、DVD化に伴いフルコーラスで収録。
  - この後に「消えない虹」の英語版を聴くことが出来る。本作品のエンディング曲は「BAD COMMUNICATION(000-18)」。